# CAC 40
CAC 40 (Cotation Assistée en Continu) je najvažniji burzovni indeks u Francuskoj. Početna vrijednost indeksa - 1000 bodova - je utvrđena 31. prosinca 1987. godine.

## Izračun indeksa
Indeks se izračunava kao aritmetički prosjek cijena dionica ponderiranih kapitalizacijom 40 najvećih tvrtki koje kotiraju na burzi Euronext Paris. Svaka od četrdeset tvrtki ima svoj indeks, koji se ponderira prema vrijednosti njezinih vrijednosnih papira dostupnih na tržištu. Ponderi se razlikuju od tvrtke do tvrtke ovisno o njezinoj kapitalizaciji u slobodnom prometu. Tijekom vaganja, tvrtka se skraćuje na maksimalnu težinu od 15% u CAC 40.
Od 1. prosinca 2003. pri izračunu kapitalizacije uzimaju se u obzir samo dionice u slobodnom prometu.
Indeks se izračunava svakih 30 sekundi radnim danima burze od 9:00 do 17:30 CET.

## Kriteriji odabira
Sastav CAC 40 obnavlja se tromjesečno od strane odbora stručnjaka, Conseilcientifique des indices (CSI). Promjene uvijek stupaju na snagu trećeg petka u ožujku, lipnju, rujnu i prosincu. Broj dionica u slobodnom prometu pregledava se svakog rujna.